# Auquemesnil
Auquemesnil era un comune francese di 297 abitanti situato nel dipartimento della Senna Marittima nella regione della Normandia.
Il 1º gennaio 2016 si è fuso con altri 17 comuni per formare il nuovo comune di Petit-Caux di cui è divenuto comune delegato.

## Storia

### Simboli
Lo stemma è stato creato dal Conseil Français d'Héraldique nel 2004.

## Società

### Evoluzione demografica
Abitanti censiti